# Paroząb
Paroząb (Didymodon Hedw.) – rodzaj mchów należący do rodziny płoniwowatych (Pottiaceae Schimp.). 

## Systematyka i nazewnictwo
Nazwa naukowa rodzaju Didymodon pochodzi od greckich słów didymos, czyli „bliźniaczy” oraz odous, czyli „ząb”.
Według The Plant List rodzaj Didymodon liczy 253 akceptowane nazwy gatunków oraz 229 synonimów.
Wykaz gatunków:
| - Didymodon aaronis (Lorentz) J. Guerra - Didymodon acutifolius (Mitt.) A. Jaeger - Didymodon aeneus (Müll. Hal.) Schimp. - Didymodon aeruginosus Hook. - Didymodon afer (Müll. Hal.) Broth. - Didymodon affinis Garov. - Didymodon aggregatus (Müll. Hal.) A. Jaeger - Didymodon albicuspis (Mitt.) Broth. - Didymodon alticaulis E.B. Bartram - Didymodon amblyophyllus (Hook.) Broth. - Didymodon ampliretis E.B. Bartram - Didymodon andreaeoides Cardot & Broth. - Didymodon angustatus (Mitt.) A. Jaeger - Didymodon angustulus Herzog - Didymodon anserinocapitatus (X.J. Li) R.H. Zander - Didymodon argentinicus (Paris) Paris - Didymodon argentiniensis Warnst. - Didymodon aristatus (Schimp.) Lindb. - Didymodon asperifolius (Mitt.) H.A. Crum, Steere & L.E. Anderson - Didymodon australasiae (Hook. & Grev.) R.H. Zander - Didymodon austroalpigena (Müll. Hal.) Broth. - Didymodon barbulae Wibel ex Roem. - Didymodon bartramii R.H. Zander - Didymodon berthoanus Thér. - Didymodon bistratosus Hebr. & R.B. Pierrot - Didymodon bombayensis (Müll. Hal.) A. Jaeger - Didymodon botelliger (Mönk.) I. Hagen - Didymodon brachyphyllus (Sull.) R.H. Zander - Didymodon brasiliensis (Mitt.) A. Jaeger - Didymodon brevifolius (Sendtn. ex Müll. Hal.) Kindb. - Didymodon brevisetus (Mitt.) A. Jaeger - Didymodon brunneus (Müll. Hal.) Warnst. - Didymodon bullatus (Sommerf.) Hartm. - Didymodon calycinus Dixon - Didymodon calymperidictyon Broth. - Didymodon calyptratus Taylor - Didymodon campylocarpus (Müll. Hal.) Broth. - Didymodon canaliculatus Dixon - Didymodon capensis Spreng. - Didymodon capitatus Dixon ex Sappa & Piovano - Didymodon cardotii (Dusén) R.H. Zander - Didymodon catenulatus Dixon - Didymodon cernuus (Hedw.) Brid. - Didymodon challaense (Broth.) R.H. Zander - Didymodon citrinus (Hampe) A. Jaeger - Didymodon confertifolius (Mitt.) Paris - Didymodon constrictus (Mitt.) K. Saito - Didymodon contortus Herzog - Didymodon coquimbensis J. Jiménez & Cano - Didymodon crassicostatus (E.B. Bartram) R.H. Zander - Didymodon curtus (Hedw.) Arn. - Didymodon cyathicarpus (Mont.) Mitt. - Didymodon cylindricus (Hedw.) Wahlenb. - Didymodon deciduus R.H. Zander - Didymodon dieckii (Broth.) Kindb. - Didymodon distans (Hampe) A. Jaeger - Didymodon ditrichoides (Broth.) X.J. Li & S. He - Didymodon dubius (Schwägr.) Paris - Didymodon eckeliae R.H. Zander - Didymodon eckendorfii P. de la Varde - Didymodon ehrenbergii (Lorentz) Kindb. - Didymodon erosodenticulatus (Müll. Hal.) K. Saito - Didymodon erosus J. A. Jiménez & J. Guerra - Didymodon fallax (Hedw.) R.H. Zander – paroząb mylny - Didymodon ferruginascens (Stirt.) J.-P. Frahm - Didymodon ferrugineus (Schimp. ex Besch.) M.O. Hill – paroząb rdzawy - Didymodon filescens (Hampe) A. Jaeger - Didymodon filiforme (Dixon) M.N. Aziz & Vohra - Didymodon flaccidus (Harv.) Mitt. - Didymodon flexicaulis (Schwägr.) Röhl. - Didymodon flexifolius (Dicks.) Hook. & Taylor - Didymodon fontanus (Müll. Hal.) Broth. - Didymodon fragilicuspis Broth. - Didymodon fulvus (Hook.) Schwägr. - Didymodon fuscus (Müll. Hal.) J. A. Jiménez & M.J. Cano - Didymodon giganteus (Funck) Jur. - Didymodon glacialis (Funck ex Brid.) Wallr. - Didymodon glaucoviridis (Müll. Hal.) Broth. - Didymodon glaucus Ryan - Didymodon godmanianus (Müll. Hal.) E.B. Bartram - Didymodon gorodkovii (Abramova & I.I. Abramov) Schljakov - Didymodon grimmioides Duby - Didymodon guineensis Broth. & Paris - Didymodon gymnostomus Broth. - Didymodon gymnus (Müll. Hal.) Broth. - Didymodon hampei R.H. Zander - Didymodon hastatus (Mitt.) R.H. Zander - Didymodon haussknechtii (Jur. & Milde) Broth. - Didymodon hedysariformis Otnyukova - Didymodon hegewaldiorum J. Jiménez & Cano - Didymodon heimii (Hedw.) Kindb. - Didymodon heimioides (Kindb.) Kindb. - Didymodon heribaudii Cardot - Didymodon herzogii R.H. Zander - Didymodon heteromallus (Hedw.) Hook. & Taylor - Didymodon hibernicus (Mitt.) Kindb. - Didymodon hostilis (Herzog) Broth. - Didymodon humboldtii (Herzog) E.H. Hegew. & P.D. Hegew. - Didymodon humidus (Mitt.) R.H. Zander - Didymodon imperfectus (Müll. Hal.) R.H. Zander - Didymodon inclinatus (Hedw.) F. Weber & D. Mohr - Didymodon incrassatolimbatus Cardot - Didymodon incrassatus (Lindb.) Broth. - Didymodon incurvus J. A. Jiménez & M.J. Cano - Didymodon insulanus (De Not.) M.O. Hill – paroząb wyspowy - Didymodon insularis Besch. - Didymodon interruptus Mitt. - Didymodon inundatus (Mitt.) Broth. - Didymodon jackvancei R.H. Zander - Didymodon jamesonii (Taylor) A. Jaeger - Didymodon japonicus (Broth.) K. Saito - Didymodon johansenii (R.S. Williams) H.A. Crum - Didymodon juniperinus (Müll. Hal.) Broth. - Didymodon klotzschii Schwägr. - Didymodon laevigatus (Mitt.) R.H. Zander - Didymodon lamyanus (Schimp.) Thér. - Didymodon lapponicus (Hedw.) Mitt. - Didymodon leskeoides K. Saito - Didymodon leucodon (Müll. Hal.) Broth. - Didymodon lindigii (Hampe) R.H. Zander - Didymodon lingulatus (Hook. f. & Wilson) Broth. - Didymodon littoralis (Mitt.) Kindb. - Didymodon loeskei M. Fleisch. - Didymodon longicaulis (Mitt.) A. Jaeger - Didymodon lorentzianus (Müll. Hal.) Broth. - Didymodon luehmannii (Broth. & Geh.) Catches. - Didymodon luridus Hornsch. – paroząb śniady - Didymodon luteolus (Besch.) A. Jaeger - Didymodon lutescens (Lindb.) Kindb. - Didymodon luteus Taylor | - Didymodon luzonensis E.B. Bartram - Didymodon macounii Kindb. - Didymodon macrophyllus Broth. - Didymodon mamillosus (Crundw.) M.O. Hill - Didymodon marginatus (H. Rob.) R.H. Zander - Didymodon maschalogena (Renauld & Cardot) Broth. - Didymodon maximus (Syed & Crundw.) M.O. Hill - Didymodon merceyoides Broth. - Didymodon mexicanus Besch. - Didymodon microstomus Dixon & Badhw. - Didymodon microthecius (Müll. Hal.) Broth. - Didymodon minusculus (R.S. Williams) R.H. Zander - Didymodon mittenii Gangulee - Didymodon montanus (Mitt.) Broth. - Didymodon montevidensis Broth. - Didymodon moritzianus (Müll. Hal.) Broth. - Didymodon mougeotii (Bruch & Schimp.) Mitt. - Didymodon murrayae Otnyukova - Didymodon neomexicanus (Sull. & Lesq.) Kindb. - Didymodon nepalensis Brid. - Didymodon nevadensis R.H. Zander - Didymodon nicholsonii Culm. - Didymodon nigrescens (Mitt.) K. Saito - Didymodon norrisii R.H. Zander - Didymodon oblongifolius Hook. - Didymodon oedocostatus J. A. Jiménez & M.J. Cano - Didymodon orbignyanus (Müll. Hal.) Broth. - Didymodon orientalis (F. Weber) R.S. Williams - Didymodon ovatus (Mitt.) A. Jaeger - Didymodon pallidobasis (Dixon) X.J. Li & Z. Iwats. - Didymodon papillatus Hook. f. & Wilson - Didymodon papillinervis (Dixon & Herzog) Demaret - Didymodon papillosus (Dicks.) Brid. - Didymodon paramicola (H. Rob.) O. Werner, J. A. Jiménez & Ros - Didymodon patagonicus (Mitt.) Broth. - Didymodon paucidentatus (Müll. Hal.) Broth. - Didymodon pelichucensis R.S. Williams - Didymodon perexilis (Müll. Hal.) Broth. - Didymodon perobtusus Broth. - Didymodon perrevolutus P. de la Varde - Didymodon pichinchensis Taylor - Didymodon planifolius P. de la Varde & Thér. - Didymodon platyneurus (Müll. Hal. & Kindb.) M.N. Aziz & Vohra - Didymodon plicatus (Müll. Hal.) Mont. - Didymodon plinthobius (Sull. & Lesq.) Kindb. - Didymodon polycarpus (Hedw.) Mitt. - Didymodon polycephalus Mont. - Didymodon pottsii Dixon - Didymodon proscriptus (Hornsch.) Brid. - Didymodon pruinosus (Mitt.) R.H. Zander - Didymodon pulvinans (Herzog) Broth. - Didymodon pungens Mitt. - Didymodon purpureus (Hedw.) Hook. & Taylor - Didymodon ramulosus (Schimp. ex Besch.) Cardot - Didymodon recurvifolius (Taylor) Wilson - Didymodon recurvus (Griff.) Broth. - Didymodon reflexus Thér. - Didymodon reticulatus Gillies ex Grev. - Didymodon revolutus (Cardot) R.S. Williams - Didymodon rigidifolius Dixon - Didymodon rigidulus Hedw. – paroząb sztywny - Didymodon riparius (Austin) Kindb. - Didymodon rivicola (Broth.) R.H. Zander - Didymodon rubiginosus (Müll. Hal.) Broth. - Didymodon rufescens (Mitt.) Broth. - Didymodon rufidulus (Müll. Hal.) Broth. - Didymodon rupestris (Funck ex Brid.) Wallr. - Didymodon santessonii (E.B. Bartram) J. A. Jiménez & M.J. Cano - Didymodon schilleri Herzog & Thér. - Didymodon schimperi (Mont.) Broth. - Didymodon serrulatus (Hook. & Grev.) Mitt. - Didymodon sicculus M.J. Cano, Ros, Garcia-Zamora & J. Guerra - Didymodon sinuosus (Mitt.) Delogne - Didymodon smaragdinus Brid. - Didymodon soaresii Luisier - Didymodon spadiceus (Mitt.) Limpr. – paroząb kasztanowaty - Didymodon spathulatolinearis (Müll. Hal.) Broth. - Didymodon spathulatus (Wahlenb.) De Not. - Didymodon spitsbergensis Dixon ex G.N. Jones - Didymodon starkeanus Garov. - Didymodon stenocarpus (Bruch & Schimp.) Mitt. - Didymodon stewartii (E.B. Bartram) R.H. Zander - Didymodon strictorubellus Dixon - Didymodon subalpinum (De Not.) Lorentz - Didymodon subandreaeoides (Kindb.) R.H. Zander - Didymodon subdenticulatum (Müll. Hal.) A. Jaeger - Didymodon subfontanus Dixon - Didymodon subniger (Mitt.) Paris - Didymodon subrevolutus (Hampe) Broth. - Didymodon subtorquatus (Müll. Hal. & Hampe) Catches. - Didymodon subtriquetrus H. Rob. - Didymodon subulatus Schkuhr - Didymodon sulphureus (Müll. Hal.) A. Jaeger - Didymodon systylius (Schimp.) Kindb. - Didymodon tasmanicus (Hook. f.) Mitt. - Didymodon taylorii R.H. Zander - Didymodon tectorum (Müll. Hal.) K. Saito - Didymodon tenellus R. Hedw. ex Brid. - Didymodon tenii (Herzog) Broth. - Didymodon tisserantii P. de la Varde - Didymodon tomaculosus (Blockeel) M.F.V. Corley - Didymodon tophaceopsis R.H. Zander - Didymodon tophaceus (Brid.) Lisa – paroząb tufowy - Didymodon torquatus (Taylor) Catches. - Didymodon trachyneuron Kindb. - Didymodon triumphans (De Not.) Kindb. - Didymodon trivialis (Müll. Hal.) J. Guerra - Didymodon ulocalyx (Müll. Hal.) A. Jaeger - Didymodon umbrosus (Müll. Hal.) R.H. Zander - Didymodon uruguayensis R.H. Zander - Didymodon validus Limpr. - Didymodon vinealis (Brid.) R.H. Zander – paroząb winnicowy - Didymodon virens (Hedw.) Mitt. - Didymodon viridulus (Bruch) Kindb. - Didymodon wahlenbergii (Brid.) Mitt. - Didymodon wallisii (Müll. Hal.) A. Jaeger - Didymodon warnstorfii Paris - Didymodon waymouthii (R. Br. bis) R.H. Zander - Didymodon wildii (Broth.) Broth. - Didymodon wisselii (Dixon) D.H. Norris & T.J. Kop. - Didymodon xanthocarpus (Müll. Hal.) Magill - Didymodon yunnanensis (Herzog) Broth. - Didymodon zanderi O.M. Afonina & Ignatova |